# 石川好
石川 好（いしかわ よしみ、男性、1947年（昭和22年）1月5日 - 2024年（令和6年）8月19日）は、日本のノンフィクション作家、ジャーナリスト、時事問題評論家。
妻は小説家の殿谷みな子。

## 経歴・人物
1947年、東京都伊豆大島（大島町波浮港）生まれ。1959年、大島町立第三中学校入学。1962年、東京都立大島高等学校入学。大島高校では野球部に所属し主将を務めた。1965年、都立高校卒業と同時に先行渡米していた実兄を頼り、短期農業移民資格でアメリカ・カリフォルニア州へ渡る。カリフォルニア州では、兄の勤めていた農園で働く。1969年に帰国。1974年、慶應義塾大学法学部政治学科卒業。大学卒業後、再渡米し、庭園業を営む。1981年帰国、銀座のクラブのマネージャーとして働く。
1983年、『カリフォルニア・ストーリー』にて作家デビュー。以降、日米関係・日米移民史を軸に著作活動を展開する。1989年、カリフォルニアでの農園生活をドキュメンタリーで描いた『ストロベリー・ロード』にて、第20回大宅壮一ノンフィクション賞受賞。1991年、湾岸戦争への自衛隊派遣に抗議し、柄谷行人、中上健次、津島佑子、田中康夫らとともに『湾岸戦争に反対する文学者声明』を発表した。
1995年の第17回参議院議員通常選挙では、新党さきがけの公認候補として神奈川県選挙区から立候補するも、落選。後に民間の選挙啓発団体「選挙に行こう勢!」の共同代表を務めた。2001年から、秋田公立美術工芸短期大学学長に就き、大学改革に取り組み、ノースアジア大学客員教授も担う。このほか、2009年からは酒田市美術館館長も務める。
2024年8月19日、急性心筋梗塞のため東京都内の病院で死去した。77歳没。

## 著書
- 『カリフォルニア・ストーリー』（1983年、中公新書）
- 『カリフォルニア・ナウ　新しいアメリカ人の出現』（1984年、中公新書）
- 『燃えるカリフォルニア　日米経済戦争の行方を探る』（1984年、PHP研究所）
- 『鎖国の感情を排す　石川好・戦後とアメリカを質す12篇』（1985年、文藝春秋）
- 『青春の探究オカルトの投手桑田真澄』（1987年、毎日新聞社）
- 『投手桑田真澄の青春』（1996年、現代教養文庫）
- 『投手・桑田真澄の青春』（2007年、シンコーミュージック・エンタテイメント）
- 『苦悩するアメリカ孤立する日本 摩擦と国際化の本質を読む』（1987年、PHP研究所）
- 『シャドウ・ピッチング　巨人軍・桑田真澄』（1988年、パンリサーチインスティテュート）
- 『ストロベリー・ロード』（1988年、早川書房→文春文庫→七つ森書館）
- 『ヒトの開国かヒトの鎖国か　日本の選択』（1988年、パンリサーチインスティテュート）
- 『意見』（1989年、河合出版）
- 『ストロベリー・ボーイ　ストロベリー・ロードpart 2』（1990年、文藝春秋→文春文庫）
- 『新堕落論 武装解除された日本人の思想的拠点』（1991年、徳間書店）
- 『アメリカの歌をもとめて 「1992年アメリカ」への旅』（1992年、中央公論社）
- 『親米反米嫌米論』（1992年、新潮社）
- 『親日反日嫌日論』（1993年、新潮社）
- 『ガーデン・ボーイ　ストロベリー・ロードpart 3』（1994年、文藝春秋→文春文庫）
- 『大議論　政治的冒険のために』（1994年、朝日新聞社）
- 『日本「半主権国家」宣言 続・新堕落論』（1994年、徳間書店）
- 『舌戦3650日 対談集』（1994年、NTT出版）
- 『日本はアジアの後衛たれ　有言者がつくる民主主義』（1995年、東洋経済新報社）
- 『孫正義が吹く デジタル情報革命の伝道師』（1997年、東洋経済新報社→小学館文庫）
- 『フィリピン・ラテンアジア感情旅行』（1997年、日本放送出版協会）
- 『異論あり。動かぬ日本を、動かすために』（1998年、PHP研究所）
- 『錬金　キャッシュ・ジャンキー』（1998年、新潮社）
- 『南海の稲妻大和の虹　生きているだけで丸もうけ』（1999年、岩波書店）
- 『60年代って何?』（2006年、岩波書店）
- 『中国という難問　生活人新書』（2008年、日本放送出版協会）
- 『秋田について考えた事』（2010年、無明舎出版）
- 『湖南省と日本の交流素描―中国を変えた湖南人の底力 』（2010年、日本僑報社）
- 『漫画家たちの「8・15」 中国で日本人の戦争体験を語る』潮出版社 2013
- 『南京大虐殺記念館からはじまった　漫画家たちのマンガ外交』彩流社 2015
- 『二階俊博全身政治家』日本僑報社, 2017.12

### 共著・監修
- 『アメリカとAmerica 日米摩擦の底流にあるもの』（1986年、時事通信社→ちくま文庫）共著：鮎川信夫
- 『アメリカと合衆国の間』（1987年、時事通信社）共著：中上健次
- 『死角のなかのアメリカ』（1988年、毎日新聞社）共著：栗本慎一郎
- 『覚悟! 朝まで討論=〈日本〉』（1989年、弓立社）共著：西部邁
- 『辛口甘口へらず口　国と社会と人のかたち』（1995年、清流出版）共著：佐高信
- 『日本を解読する』（1996年、五月書房）共著：松本健一
- 『中坊公平という現場』（2002年、五月書房）共著：中坊公平
- 『創業は創職である。』（2002年、東洋経済新報社）共著：南部靖之
- 『三元豚に賭けた男 新田嘉一　平田牧場の43年』（2010年、七つ森書館） 共著：佐高信
- 程麻, 林振江『李徳全 日中国交正常化の「黄金のクサビ」を打ち込んだ中国人女性 日中国交正常化45周年記念出版』監修, 林光江, 古市雅子訳. 日本僑報社, 2017.9
- 高橋英彦『北前船航路の旅 日本海の風景』監修. 国際経済科学文化連携機構, 2019.8

### 翻訳
- フランク・S.マツラ『フロンティアの残影 日本人松浦の撮った西部』（1983年、平凡社）